# St. Johannes (Bislich)

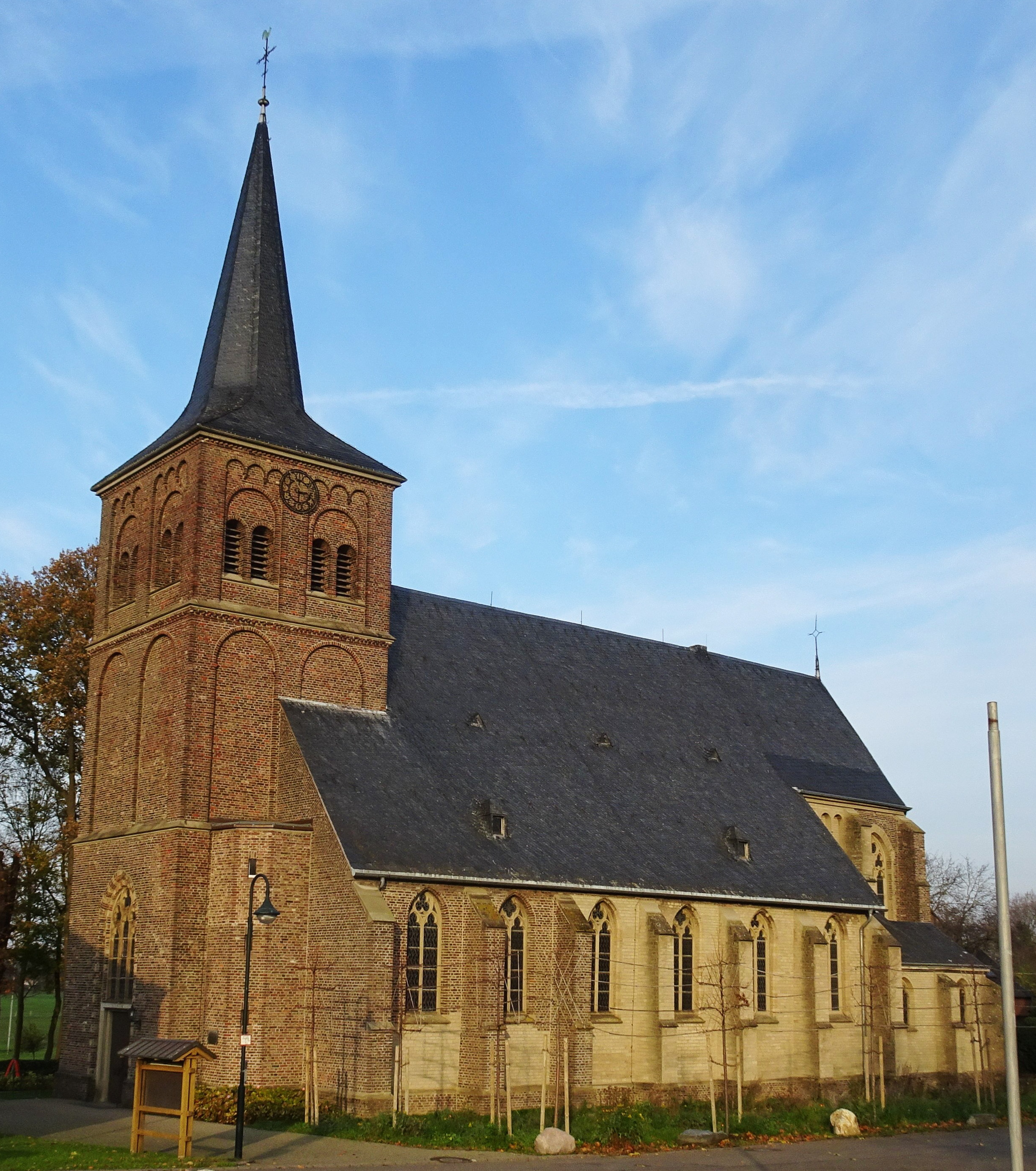
St. Johannes in Bislich

St. Johannes ist eine römisch-katholische Kirche im Weseler Stadtteil Bislich. Sie geht auf ein Kirchengebäude aus dem 12. Jahrhundert zurück.

## Lage

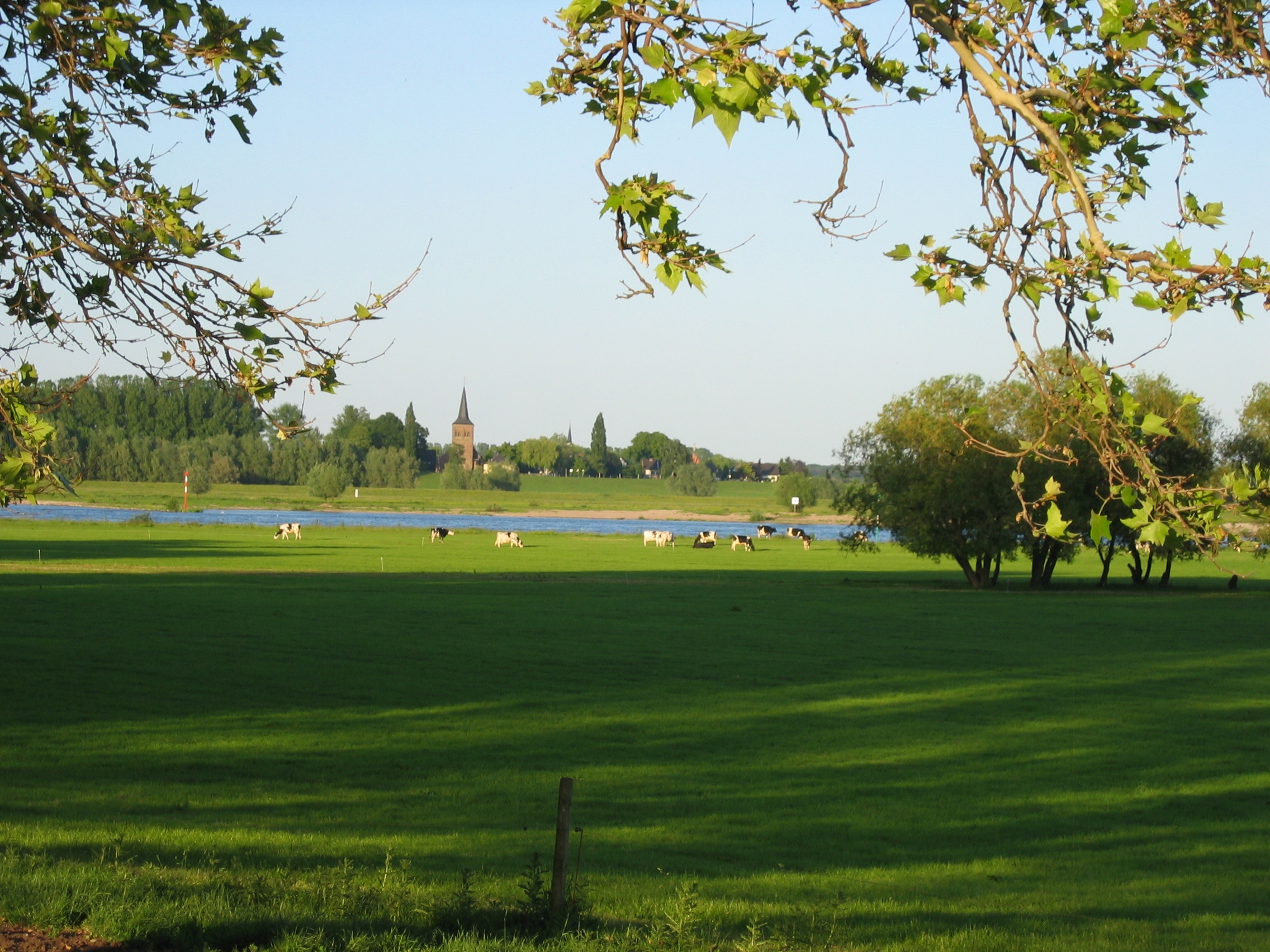
Blick auf Bislich und St. Johannes

Die Kirche befindet sich am westlichen Ende des Ortskerns von Bislich, das ländlich geprägt und rund 12 Kilometer vom Weseler Stadtzentrum entfernt ist. Das Kirchengebäude liegt am Pastor-Kühnen-Platz am westlichen Ende der Dorfstraße. Im Westen wird es vom Rheindeich begrenzt. Auf der anderen Seite des Deichs hin zum Rhein schließt sich das Naturschutzgebiet Rheinaue Bislich-Vahnum an.

## Geschichte
Um 800, also zur karolingischen Zeit, gab es an der heutigen Stelle bereits eine Kirche, bei der es sich um einen einfachen Langbau handelte. Zur Geschichte dieser frühen Kirche ist wenig bekannt. Die Kirche in ihren heutigen Ausmaßen von rund 30 mal 15 Metern entstand im 12. Jahrhundert im romanischen Stil. Sie umfasste auch bereits einen Turm. Sie war als Wehrkirche gebaut und hatte dicke Mauern aus Tuffstein, welcher aus der ehemaligen Römerstadt Xanten auf der gegenüberliegenden Rheinseite stammte. Bestimmte Elemente deuten darauf hin, dass der Kirche im Mittelalter eine gewisse Bedeutung zukam und sie nicht nur als einfache Pfarrkirche genutzt war. Zum einen wies sie einen Kreuzgang auf und könnte Teil einer Stiftanlage gewesen sein. Zudem gab es einen Lettner, also eine trennende Barriere zwischen Altarraum und Kirchenschiff. Lettner waren für Kirchen dieser Größenordnung am Niederrhein jedoch völlig untypisch, sodass es sich um einen Hinweis auf eine gesteigerte Bedeutung dieses Gebäudes handelt.
In der Mitte des 15. Jahrhunderts wurde die Kirche baulich dem gotischen Stil angepasst. Dies geschah unter anderem durch die Errichtung gotischer Gewölbe in den Seitenschiffen. Gemäß einer Inschrift auf einem nicht mehr vorhandenen Mauerstein wurden die Bauarbeiten 1471 beendet. Im Frühjahr 1688 wurde die Kirche, die durch den Deich anders als das weiter landeinwärts gelegene Dorf nur unzureichend geschützt war, bei einem Hochwasser schwer beschädigt. Das Pastorat und die Küsterwohnung wurden zerstört. Die Kirche musste als Folge daraus weitgehend abgerissen und neugebaut werden. Als Baumaterial dienten dabei Ziegelsteine statt Tuffsteine. Zu Beginn des 18. Jahrhunderts wurde der Wiederaufbau abgeschlossen. Ergänzt wurde er durch eine Anpassung des Deichverlaufs, durch die die Kirche einen ebenso hohen Schutz wie das Dorf bekam. 1821 wurde die bislang zum Bistum Köln gehörende Kirchengemeinde Teil des Bistums Münster.
1882 kam es zu einer umfassenden Renovierung, in deren Rahmen neugotische Elemente eingearbeitet wurden. Insbesondere wurde das romanische Tonnengewölbe des Mittelschiffs durch ein gotisches ersetzt. 1928 wurden weitere Arbeiten am Gebäude notwendig. Im Zweiten Weltkrieg wurde die Kirche am 15. März 1945 zerstört. Dies geschah im Vorfeld der Operation Varsity, bei der die Alliierten den Rhein überquerten. In den Folgejahren wurde der Wiederaufbau der Kirche an gleicher Stelle vorangetrieben und zum Weihnachtsfest 1949 die erste Messe dort abgehalten.
Trotz der Zerstörungen von 1688 und 1945 sind im heutigen Kirchengebäude viele historische Elemente enthalten. Dazu zählt insbesondere ein Sakramentshäuschen aus Kalkstein, welches im frühen 16. Jahrhundert gefertigt wurde und auf seinem Sockel die Auferstehung Christi darstellt. Durch eine Fusion mit anderen Gemeinden umfasste die Pfarrgemeinde St. Johannes ab 2004 vier Kirchen. Im Mai 2013 ging die Gemeinde in der Pfarrei St. Nikolaus auf, welche alle neun katholischen Kirchen im rechtsrheinischen Weseler Stadtgebiet umfasst.